# Per dimenticare
Per dimenticare è una canzone scritta e registrata dagli Zero Assoluto, resa disponibile per il download digitale e per l'airplay radiofonico a partire dal 1º maggio 2009. Il singolo è uscito in contemporanea con Sotto una pioggia di parole - Appunti disordinati di un disco, diario del tour che il duo romano ha tenuto. Per dimenticare segna il ritorno sulle scene degli Zero Assoluto, dopo due anni di assenza. Nel 2010 il brano è stato usato come colonna sonora per due film: Scusa Ma Ti Voglio Sposare e Letters to Juliet.

## Il brano
La storia del testo di Per dimenticare è raccontata in prima persona dal punto di vista di un uomo che riceve l'invito per il matrimonio di una sua ex-fidanzata. Il protagonista del brano declina l'invito, dicendo di avere troppi impegni e, retoricamente, le domanda se si sente pronta ad affrontare tutto ciò che la vita matrimoniale comporta (casa, figli, famiglie, conti da pagare ecc.). Alla fine del brano il protagonista della canzone rivela di amare ancora l'ex-fidanzata, e quindi di non essere in grado di assistere al suo matrimonio.
Il brano è anche approdato nella Euro Top 200 riuscendo ad arrivare alla posizione numero 57. Il singolo viene inserito anche nelle compilation Estahits '09 e Hit Mania Estate 2009.
Secondo la rivista GQ, il singolo è molto simile a Close to Me dei The Cure, da cui avrebbe copiato la sezione ritmica.

## Video musicale
Il videoclip prodotto per Per dimenticare è stato diretto da Cosimo Alemà, e trasmesso in anteprima da MTV Italia il 15 maggio 2009, mentre la programmazione ufficiale è iniziata il 18 maggio. Nel video la telecamera ruota intorno a due ambienti distinti, nei quali vengono mostrati alternativamente le fasi di un matrimonio (addio al nubilato, fotografie, festeggiamenti, prima notte di nozze, ecc.), e gli Zero Assoluto che interpretano il brano.

## Tracce
Download digitale
1. Per dimenticare - 3:30

## Classifica
Il brano ha raggiunto la sesta posizione nella classifica ufficiale dei download stilata da FIMI ed è rimasto nella top20 italiana per 19 settimane, totalizzando così oltre 30 000 download ufficiali e ricevendo un disco di platino.
| Classifica (2009) | Posizione massima |
| ----------------- | ----------------- |
| Italia            | 6                 |